# MTOW
Peso máximo de decolagem (PMD, em inglês: Maximum Take-Off Weight, MTOW) é o peso máximo com o qual uma determinada aeronave pode alçar voo com segurança. 
Esse limite é definido já no projeto da aeronave conforme limites estabelecidos pelas regras de certificação. 
Um avião é capaz de alçar voo com mais do que o peso máximo de decolagem, porém além de ilegal, essa prática implica operar fora dos limites de segurança e de performance mínima de subida.

## Cálculo
Para o cálculo do peso máximo de decolagem, é necessário inicialmente saber o "peso operacional seco" da aeronave e em seguida calcular o peso da aeronave com "zero combustível", adicionando o peso relativo ao payload (carga, passageiros e bagagem). Finalmente soma-se o peso do combustível, descontando-se a quantidade estimada que será consumida no taxiamento antes da decolagem.

## Fatores que afetam o peso máximo de decolagem
- Design da aeronave;
- Tipo e potência dos motores;
- Pressão do ar;
- Altitude em relação ao nível do mar;
- Temperatura do ar;
- Extensão da pista;
- Condições da pista (e.g. neve, chuva, detritos);
- Obstáculos geográficos na rota de decolagem (e.g. montanhas).

## Acidentes cuja causa foi excesso de peso na decolagem
- 16 de março de 1969, Maracaibo, Zulia, Venezuela - aeronave comercial Douglas DC-9, com 5 000 lb (2 270 kg) além do peso máximo de decolagem, cai logo após a decolagem.[2]
- 8 de abril de 2011, Sapezal (MT), Brasil - Aeronave agrícola Air Tractor AT-502B, com 850 kg além do peso máximo de decolagem, não conseguiu decolar e ultrapassou em 150 m o limite da pista, chocando-se contra obstáculos.[3]